# Movidius
Movidiusはカリフォルニア州サンマテオに拠点を置き、コンピュータビジョン向け低電力プロセッサ・チップを設計する会社。同社は2016年9月にインテルに買収された。

## 社史
MovidiusはSean MitchellとDavid Moloneyによって2005年にアイルランドのダブリンで共同設立された。2006年と2016年の間に、9000万ドル近くの資本資金を調達した。2013年5月、同社はw:Remi El-OuazzaneをCEOに任命した。2016年1月、同社はグーグルとの提携を発表した。Movidiusはグーグルのw:Project Tangoに積極的に参加しており、2016年9月にはインテルによる買収計画も発表した。

## 製品

### Myriad 2
同社のMyriad 2チップは電力に制約のあるデバイスでも動作できるメニーコア・ビジョン・プロセッシング・ユニットである。Fathom はMyriad 2プロセッサを格納するUSBスティックであり、人物もしくは物体の特定のようなタスク用にビジョン・アクセラレータがARMプロセッサを用いてパソコン、ドローン、ロボット、IoTデバイスそしてビデオ監視を含むデバイスへ追加されることを可能にする。1Wの電力で80～150GFLOPSを処理できる。

### Myriad X
インテルのMyriad X VPU（ビジョン・プロセッシング・ユニット）はMovidiusの第3世代VPUである。ニューラルネットワークのディープラーニング推論には、専用ハードウェア・アクセラレータであるNeural Compute Engineを使用する。

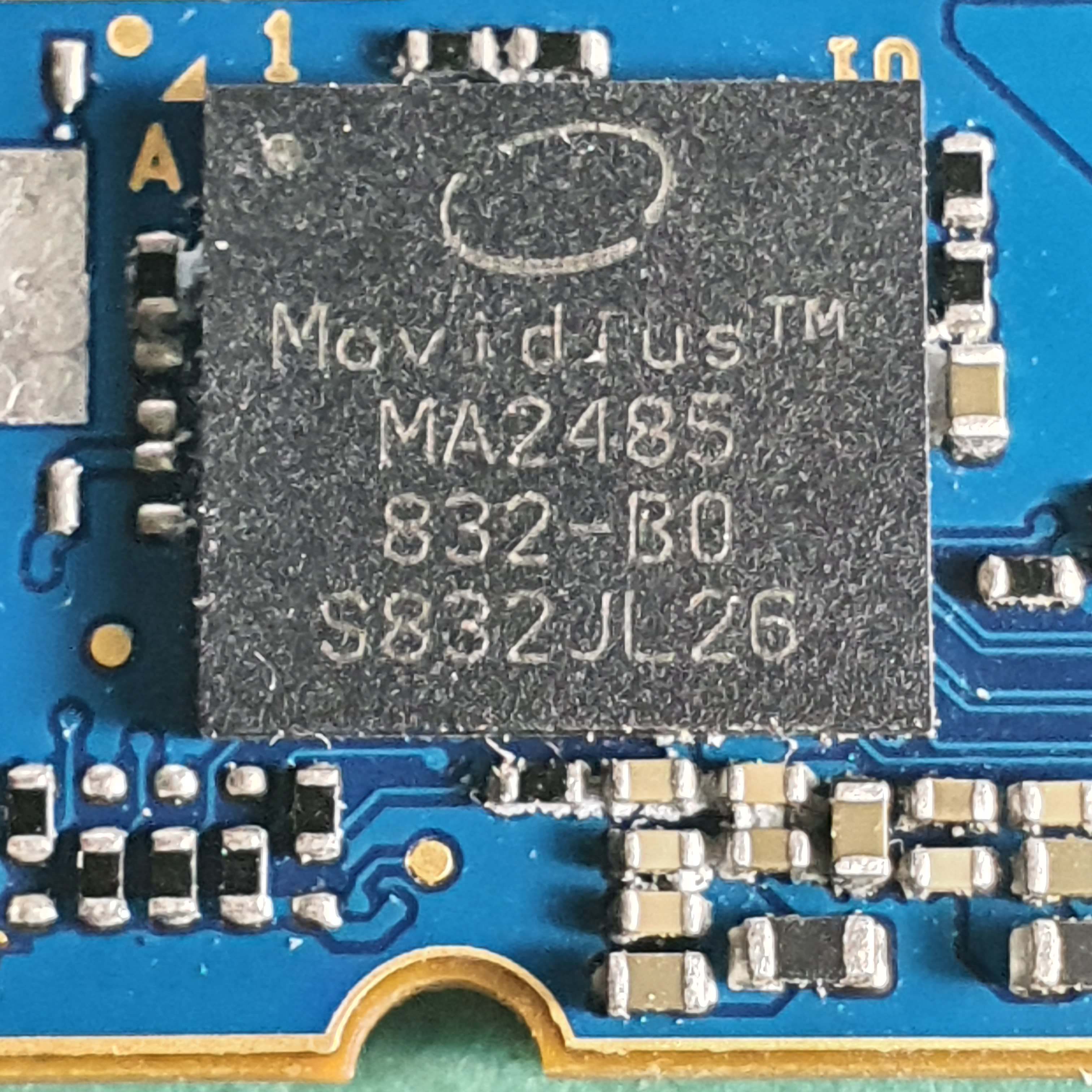
Myriad X チップ (MA2485)

## Neural Compute Stick
インテル Movidius Neural Compute Stick (NCS)はエッジでのAIプログラミングの学習に使える極小ファンレス・ディープラーニング・デバイスである。
NCSは何百万台ものスマート・セキュリティ・カメラ、ジェスチャー・コントロール可能なドローン、産業用マシンビジョン機器等々に搭載されているのと同じ低電力、高性能のインテル Movidius ビジョン・プロセッシング・ユニットを搭載している。サポートされるフレームワークはTensorFlowとCaffeである。
2018年11月14日に、同社はNCSの最新バージョンを発表し、北京で開催されたAI DevConイベントで「Neural Compute Stick 2」として販売された。

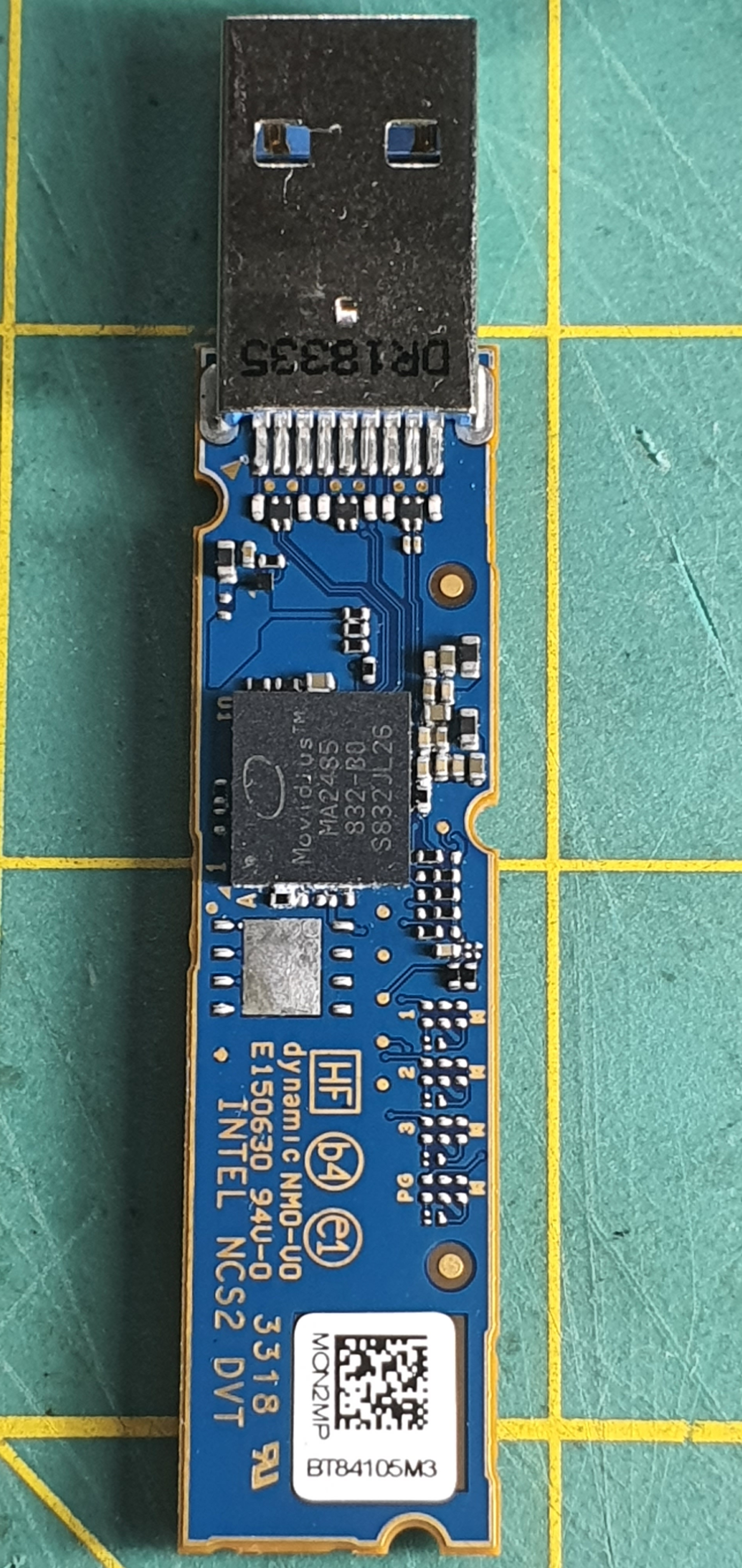
Intel NCS2 PCB 表面

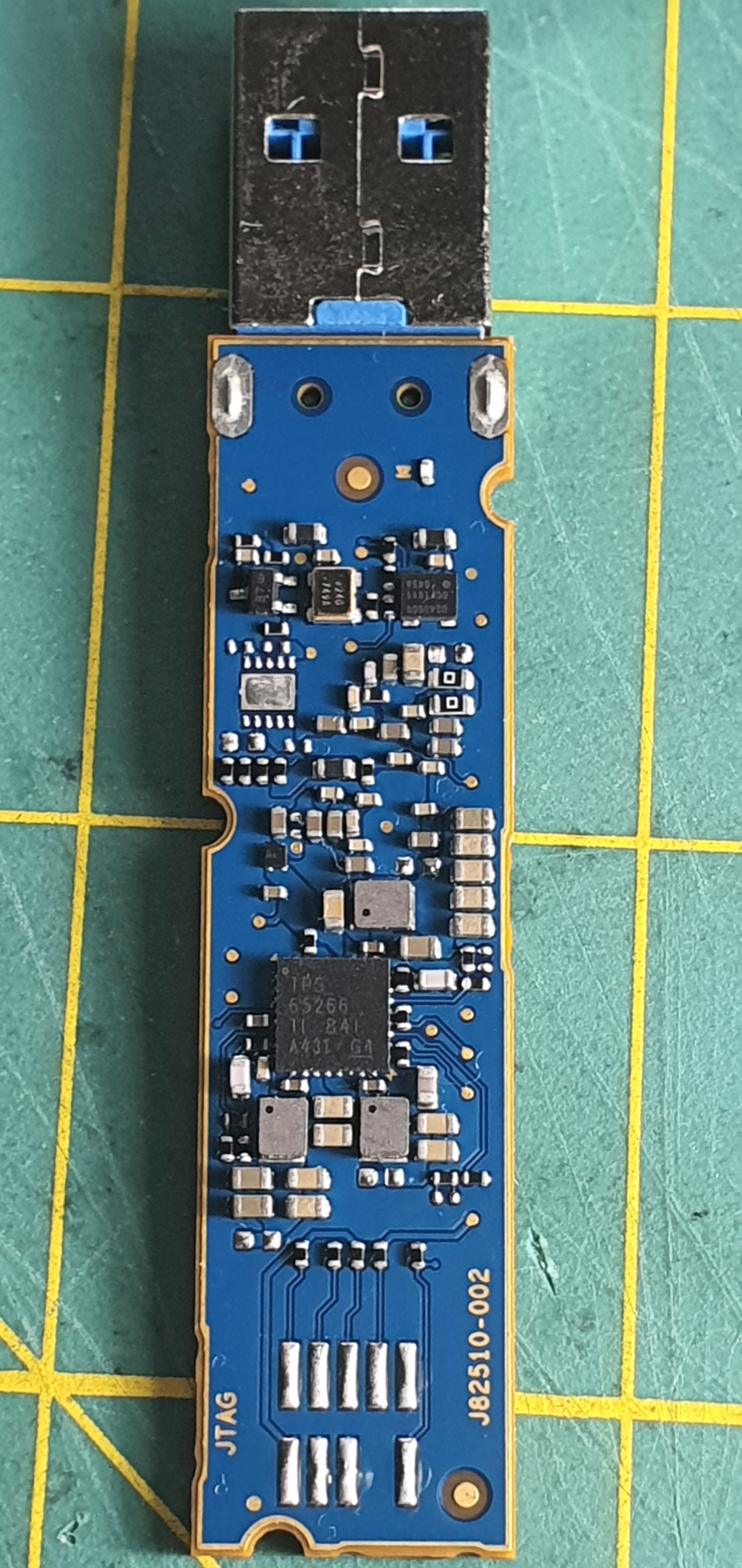
Intel NCS2 PCB 裏面

## 用途
- w:Google ClipsカメラはMyriad2 VPUを使用[12] 。
- インテル RealSense Tracking Camera T265はMyriad2を使用[13]。
- （中華ドローン最大手DJIの）Mavicは2016年に発表した全ての消費者向けドローンにMyriad2を使用した[14]。
- Ryze Telloのお手頃プログラマブル・ドローン（Mavicソフトウェアのライセンス品）はMyriad2を使用。[15]
- ComBox TechnologyはDCにおけるCNN推論向けComBox x64 PCIe Blad boardでMyriad Xを利用している。